# Sint-Pieterskerk (Tielrode)

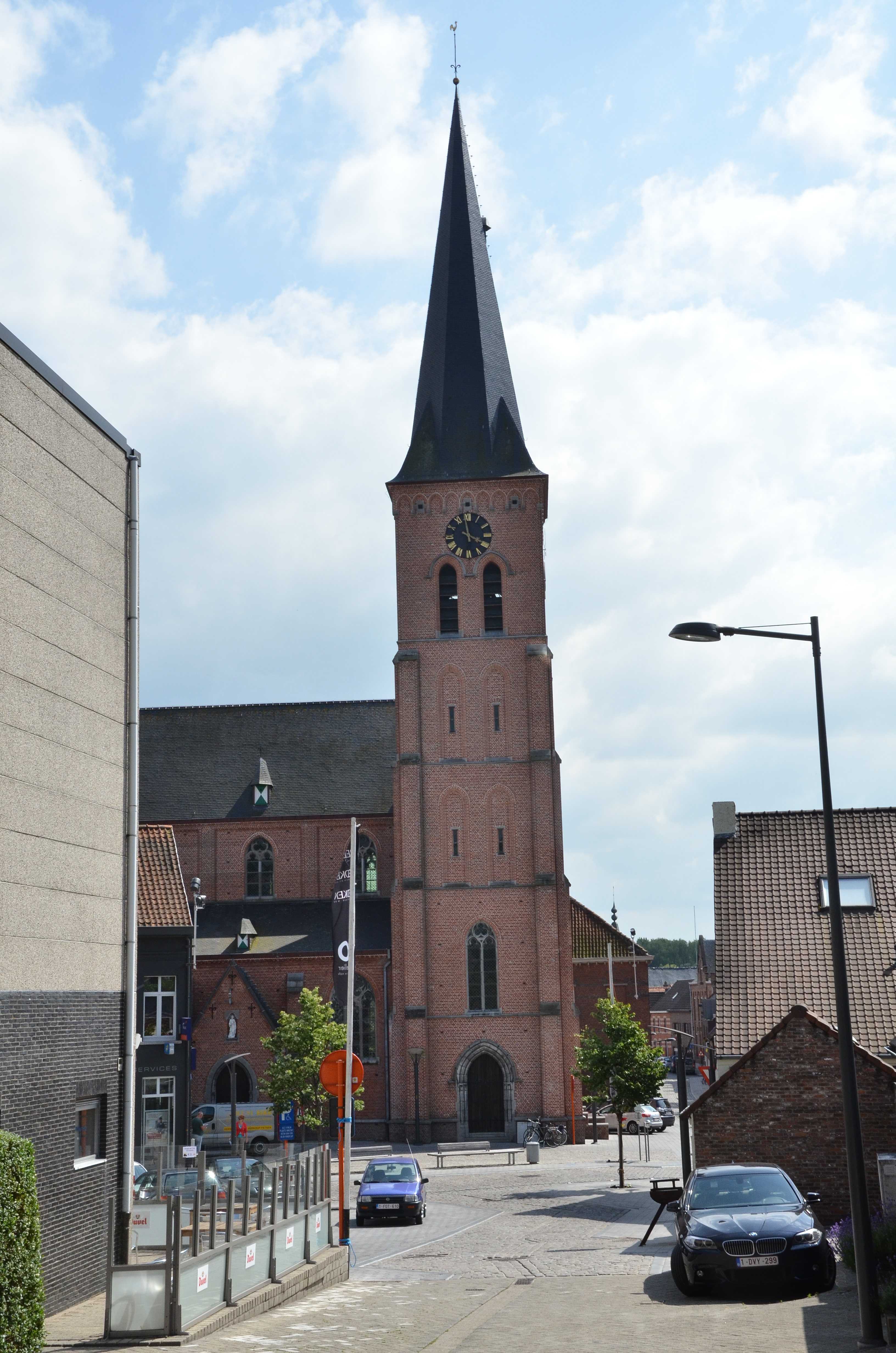
Sint-Pieterskerk

De Sint-Pieterskerk is de parocchiekerk van de tot de Oost-Vlaamse gemeente Temse behorende plaats Tielrode, gelegen aan de Sint-Jozefstraat.
Vanouds was hier een parochie. Het patronaatsrecht behoorde toe aan de Abdij van Lobbes.
De huidige kerk werd gebouwd in 1906 naar ontwerp van Hendrik Geirnaert.
Het betreft een georiënteerde driebeukige bakstenen basilicale kruiskerk met aangebouwde noordwesttoren. Het geheel uitgevoerd in neogotische bouwstijl. De toren werd in 1933 nog door brand getroffen en daarna herbouwd.
Het kerkmeubilair is overwegend neogotisch. In het transept zijn enkele barokaltaren te vinden die uit de voorgaande kerk afkomstig zijn en uit de 18e eeuw stammen. Ook een witmarmeren zittende Heilige Maagd met Kind is 18e-eeuws.